# Jean-Camille Chaigneau
Jean Alexandre Camille Chaigneau nasceu em 22 de janeiro de 1849 (local de nascimento não confirmado), morreu em 14 de dezembro de 1918 na cidade de Villeneuve-la-Comtesse, França, foi um escritor, poeta, espírita e esperantista francês.

## Vida
Estudou medicina, foi convocado para servir como paramédico durante a guerra de 1870 e se tornou prisioneiro de guerra na Alsácia. Mais tarde, passou a ocupar-se de ciências psíquicas e se tornou espírita. Teve dois filhos, Marie Chaigneau e Samuel Chaigneau. Filho de Jean Alexandre Chaigneau (nascimento 23/01/1807, morte 23/01/1892), citado algumas vezes na Revista Espírita (fundada por Allan Kardec), na qual ele assina alguns artigos. Jean Alexandre Chaigneau foi médico e prefeito de Villeneuve-la-Comtesse (1871–1878); casou-se em 22/01/1845 com Julie Margherite Martineau (morte 18/03/1900) e teve dois filhos: Jean Alcide Ernest Chaigneau (nascimento 22/01/1845, morte em Paris em 1899), médico e mais tarde (1879-1890) também prefeito de Villaneuve-la-Comtesse, e Jean Camille Chaigneau.
Chaigneau foi poeta e escritor, atuou como secretário da Sociedade Científica de Estudos Psicológicos. Também foi secretário e presidente da Sociedade Parisiense de Estudos Espíritas, e secretário da Société Psychologique, sob a presidência do senhor Pauvety. Em 1883 passa a colaborar com Gabriel Delanne, que o considerava um amigo.

## Obrasm
Ele escreveu vários livros, por exemplo:
- Les mirages (1875).
- Les chrysanthèmes de Marie (1880).
- Appendice aux chrysanthèmes de Marie (1883).
- Les principes supérieurs de l’etre. Etude comparée d’occultisme et de spiritisme, conférence faite à la Société de Spiritisme Scientifique.
- Montmartre, histoire simple (1892). Petit roman où l’auteur synthétise les destinées humaines sur la base du Couple immortel.
- Les harmonies progressives (1902). Essai d’exploration vers les communes destinées.[14]

Tornou-se conhecido na França como poeta e escritor por conta da coletânea de poemas Les Chrysanthèmes de Marie, cujos poemas eram espiritualistas (médiúnicos ou inspirados), e se tornou referência para os espíritas franceses da época. Publica também o teatro espiritualista “Par un clair de lune” na Revista Espírita, em 1912, na qual é mencionado como "doce poeta".
Muitos de seus poemas aparecem na Revue scientifique et morale du spiritisme, de Gabriel Delanne e na Revista Espírita (sob a redação de Pierre-Gaëtan Leymarie até 1901 e de Pierre Leymarie até 1916).
Ele fundou e redigiu a revista L'humanité integrale, sobre Espiritismo e ciências psicológicas (no início chamada de Revue L'immortaliste), muitas vezes mencionada na Revista Espírita e na Revue scientifique et morale du spiritisme.
Escreveu um artigo intitulado "Espiritismo e Língua Internacional" (em francês), publicado em 1907 na Revue scientifique et morale du spiritisme, aparentemente a primeira texto que relaciona o Espiritismo ao Esperanto. No mesmo ano, por ocasião do jubileu de 50 anos do Espiritismo, Chaigneau publica um artigo na Revista Espírita em homenagem a Allan Kardec.
Escreve também para La Revuo, de Carlo Bourlet.
Em dezembro de 1908, publica na revista de Gabriel Delanne o programa e objetivos da Esperanta Psikistaro, sociedade cofundada por ele. Ao final do artigo, Dellane faz breve comentário mencionando, por exemplo, um curso de Esperanto que seria dirigido por Chaigneau. Sobre a Esperanta Psikistaro, Chaigneau também publica notas na Revista Espírita, em 1910.